# Bank of East Asia

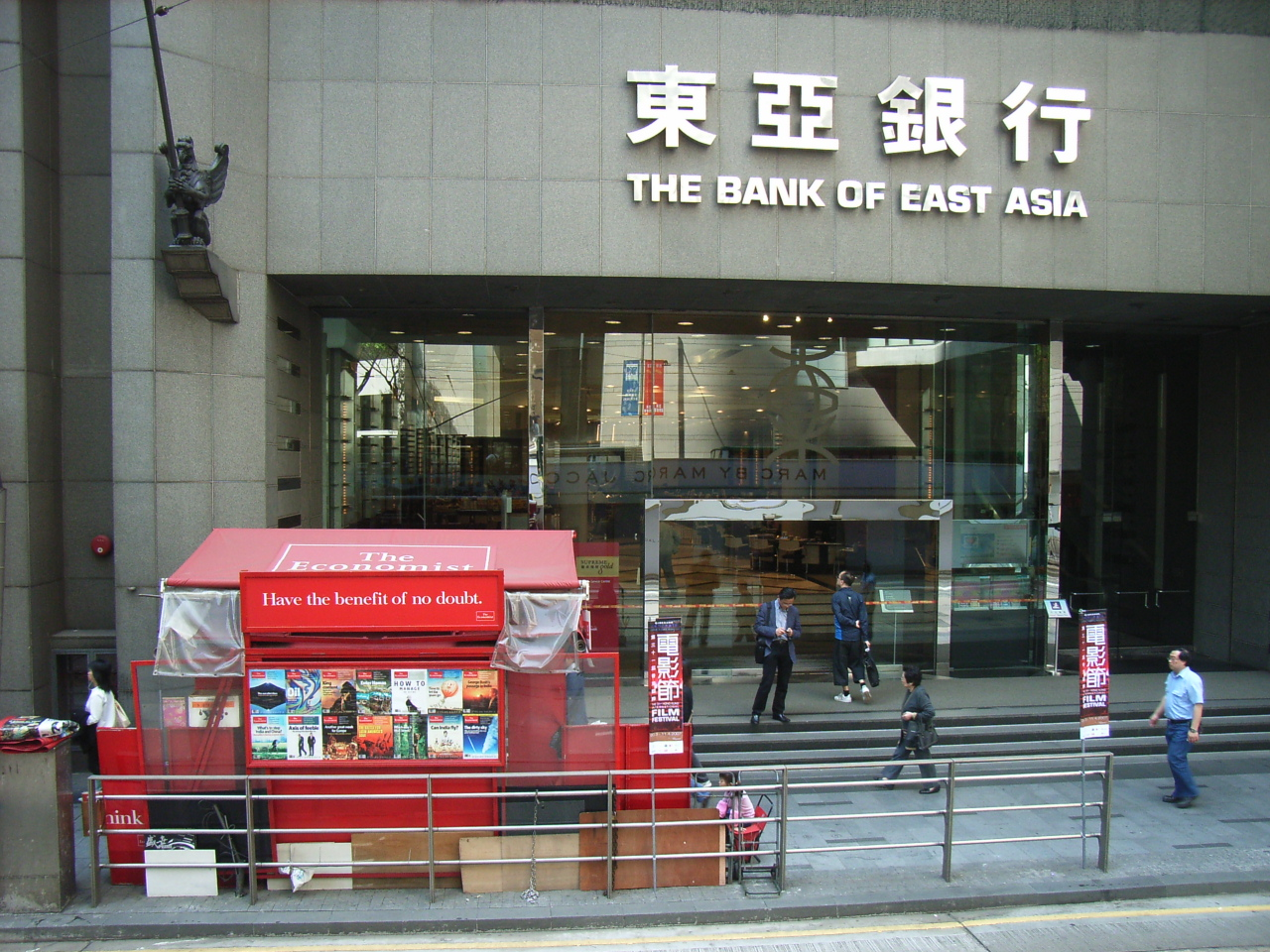
Edificio del Bank of East Asia, Hong Kong, (Distrito Central).

The Bank of East Asia Limited (en chino tradicional, 東亞銀行有限公司), a menudo abreviado como BEA, es el mayor banco local independiente y el tercer mayor banco de Hong Kong (China). Su director y consejero ejecutivo es Sir David Li.
Fue fundado en Hong Kong en 1918, desde entonces ha crecido hasta alcanzar una capitalización de mercado de HK$68.400 millones (US$8.500 millones) el 27 de febrero de 2011, con activos consolidados por valor de US$50.850 millones (a 30 de junio de 2008). Cotiza en la bolsa de Hong Kong como BEA. El Bank of East Asia dispone de 91 sucursales en Hong Kong, así como 60 sucursales en la China continental y alrededor de 30 repartidas entre los Estados Unidos, Canadá y Reino Unido. En todo el mundo, el banco emplea 10.800 personas.
En 1995, BEA adquirió el United Chinese Bank, que fue totalmente fusionado con el banco en 2001. En 2000 adquirió el First Pacific Bank.

## Operaciones en China
El 20 de mayo de 2008, Bank of East Asia se convirtió en el primer banco extranjero en emitir tarjetas de crédito basadas en el yuan en la China continental, aprovechándose de la reciente eliminación de restricciones para las operaciones de la banca extranjera en el negocio minorista en el país. El banco emitirá tarjetas de crédito en colaboración con la China UnionPay, el único operador del país el sector de las tarjetas bancarias. El banco sostiene que el lanzamiento de tarjetas de crédito ayudará a atraer nuevos clientes en el sector de la banca al detalle dando mayor accesibilidad a los depósitos de los clientes. Además, es el único operador bancario extranjero en la China continental en ofrecer pagos a través de la red Alipay.

## Operaciones extranjeras
BEA opera en el extranjero en diferentes localizaciones dando servicio a los hongkoneses residentes. El 70% de la filial Bank of East Asia Canada fue vendida al Industrial and Commercial Bank of China a principios de 2010 y todas las sucursales fueron renombradas como ICBC Canada en julio. BEA USA permanece como la única filial enteramente de propiedad de la matriz en Norteamérica.

## Rumores de capitalización inadecuada
El 24 de septiembre de 2008, Bank of East Asia, emitió un comunicado para hacer frente a "rumores maliciosos" acerca de su estabilidad, relacionadas con las colas de clientes formadas ante algunas de sus sucursales en Hong Kong para retirar sus fondos. Se condenó los que habían difundido el rumor, declarando que había fondos suficientes para atender las peticiones de los clientes, y observando que su coeficiente de solvencia estaba por encima de la media del sector, en 14,6 por ciento. Una declaración de Joseph Yam, jefe ejecutivo de Autoridad Monetaria de Hong Kong, desestimó el rumor y apoyó firmemente el banco, y agregó que se pondrían a disposición del banco nuevos fondos, si fuera necesario, pero que no se había solicitado. A principios de semana, el banco se vio obligado a replantear a la baja su semestre anterior de ganancias en casi un 12 por ciento después de que se reveló que un miembro de su personal había llevado a cabo operaciones no autorizadas, e incurriendo en nuevas pérdidas.